# Ebersbergi csata
Az ebersbergi csata 1809. május 3-án zajlott le az ötödik koalíciós háború idején a francia és osztrák erők között.
Az osztrák sereg Johann von Hiller parancsnoksága alatt a Traun folyó mentén vette fel pozícióját, hogy megakadályozza az André Masséna vezette francia csapatok előrenyomulását Bécs felé. A folyón átvezető hídért heves harcok folytak, de végül a kisebb létszámú francia sereg aratott győzelmet, átkelt a hídon, és meghátrálásra kényszerítette az osztrákokat.

## Fordítás
- Ez a szócikk részben vagy egészben  a   Battle of Ebersberg című angol Wikipédia-szócikk fordításán alapul.  Az eredeti cikk szerkesztőit annak laptörténete sorolja fel. Ez a jelzés csupán a megfogalmazás eredetét és a szerzői jogokat jelzi, nem szolgál a cikkben szereplő információk forrásmegjelöléseként.